# Икарус ИК-2
ИК-2 — югославский истребитель 1930-х годов. Созданный в 1931—1935 годах фирмой «Икарус» под руководством конструкторов Косты Сивчева и Любомира Илича, ИК-2 стал первым югославским истребителем собственной разработки. Серийное производство самолёта было начато в 1937 году, но ограничилось лишь предсерийной партией из 12 машин. К вступлению Югославии во Вторую мировую войну, в составе Югославских королевских военно-воздушных сил имелось 8 боеспособных самолётов этого типа, что составляло сравнительно небольшую часть истребительного парка по сравнению с иностранными машинами, но тем не менее ИК-2 были с определённым успехом использованы при отражении германского вторжения. Три или четыре ИК-2 были после капитуляции Югославии захвачены хорватскими войсками, введены в состав собственных ВВС и использовались ими по меньшей мере до 1942 года, однако ни один из выпущенных самолётов не пережил войны.

## История разработки
К началу 1930 годов молодая Югославская авиапромышленность испытывала бурный рост. В этих условиях два молодых югославских авиационных инженера: Любомир Илич и Коста Сивцев, получившие образование во Франции: Илич обучался в Париже в « École Nationale Supérieure de l’Aéronautique», а Сивцев в « Centre d’Essai du Matériel Aérien» в Виллакублэ, решили посвятить своё свободное время, после работы в конструкторском бюро, для создания отечественного современного истребителя, необходимость в котором явно вырисовывалась.

## Развитие
Оригинальная концепция нового истребителя являлась компромиссом между бипланами истребителями, составляющими в 1931 году ударную силу ВВС Армии Королевства Югославии и современными монопланами-низкопланами с убирающимися шасси, чье время неумолимо наступало. Понимая, что в верховном командовании ВВС сильные сторонники бипланов будут усиленно противостоять введению низкокрыльных монопланов, создание высокоплана было единственным логичным решением. В соответствии с проектом истребитель оснащался 12-цилиндровым V-образным двигателем Hispano Suiza 12Ycrs мощностью 860 л. с., пушкой расположенной в блоке цилиндров и 2 синхронными пулемётами в фюзеляже. Основные требования, основанные на мощности двигателя, скорости, скороподъёмности, огневой мощи и маневренности определили и основной материал конструкции — металл. Все аэродинамические расчеты были завершены в начале 1933 года. Точно созданная деревянная модель была продута в аэродинамической трубе Эйфеля в Париже, и на основании продувки были внесены некоторые изменения в проект.
Заявка на участие в выборе и постройке нового истребителя была передана командованию армейских ВВС 22 сентября 1933 года. Проект был одобрен и заводу Икарус в Земуне последовал приказ построить прототип самолета к концу 1934 года. Имя нового истребителя было составлено из начальных букв фамилии Илич и первой буквы имени Косты Сивцева — ИК, к полученной аббревиатуре, прототип получил приставку Л1. Самолет был завершен в сентябре 1934 года в опытной мастерской завода Икарус, но внесение некоторых изменений перенесло срок первого полета на апрель 1935 года.

## Испытания

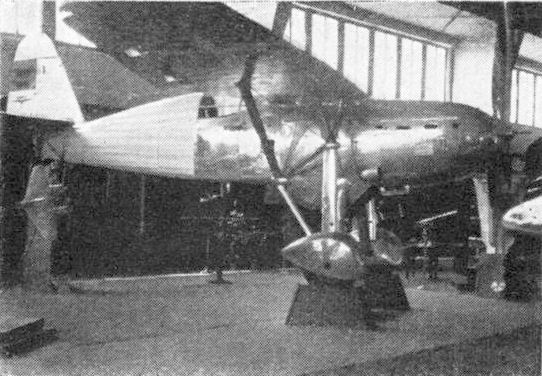
Ikarus IK-2, 1938

Ирония заключалась в том, что главным противником концепции истребителя-моноплан и главным защитником биплана был капитан Леонид Байдак (Леонид Бајдак), решивший совершить первый полет на новом самолете. Его недоверие к новой концепции было таково, что он отказался взять на себя обязательство тестирования по разработанной программе, а проводил полеты по собственному выбору и системе, что в конечном итоге и привело к аварии и потере первого прототипа.
Первый полет ИК-Л1 был совершен 22 апреля 1935 года в аэропорту Земуна и полет прошел довольно успешно, подтверждая справедливость выбранной концепции и конструкции самолета. На следующий день, во втором испытательном полете Байдаку была поставлена задача проверить самолет по собственной методике и он пустил самолет в серию резких маневров и виражей. После посадки было видно, что самолет получил некоторые повреждения вследствие перегрузки, ясно выделялось то, что полотняное покрытие на крыльях ослаблено, однако это было интерпретировано как недостаточная просушка лака при установке полотна. Тем не менее, в третьем полете, 24 апреля, Байдак продолжал резкие маневрах, превышая пределы, указанные в расчетах и в результате повел самолет в крутое пике с высоты 1000 метров, из которого он вывел его слишком резко. Ослабленная тканевая обивка отделилась от передней кромки правого крыла и свободно захлопала в воздушном потоке, что хорошо было видно с земли. В результате ИК-Л1 сорвался в штопор, а Байдак спасся с парашютом. Поврежденный самолет разбился в районе аэропорта Земун.
Доклад представленный Байдаком говорил, что самолет был хорошо сделан, тонко настроен, с точным ответом управления, маневренный, но к недостаткам также прокомментировал о плохой видимости из кабины и длинном разбеге. Последний, в 300 метров, являлся нормальным для быстрых монопланов того времени (со скоростью более 400 км/ч), что говорит больше о том, насколько сторонником устаревших, медленных, бипланов был Леонид Байдак.
Хотя после всего трех полетов было невозможно сделать серьезные выводы о качестве проекта, завод Икарус решил, что за собственный счет построит второй прототип и продемонстрирует качество изготовления завода и подтвердит расчеты конструкторской команды. Всего через 10 месяцев, 24 августа 1936 года, второй прототип под обозначением ИК-02 был готов к летным испытаниям. Главными улучшениями, по сравнению с первым прототипом, стало введение металлопокрытия крыльев, установка маленьких окон по бокам корпуса для лучшей видимости при посадке. В то же время остались покрытыми брезентом только задняя часть фюзеляжа и хвост.
Новым был также и летчик-испытатель, подполковник Янко Добникар (Јанко Добникар), тестовая программа была выполнена под руководством новообразованной экспериментальной группы ВВС в аэропорту Земун.
Добникар после нескольких полетов, постепенно полностью освоил самолет и провел на нём ряд трюков с отрицательной нагрузкой, например, переднею петлю и обратный Имельман. В середине октября 1936 года, ИК-02 установил неофициальный рекорд для Европейского самолета с не убираемым шасси достигнув 435 км/час.
В 1937 году ИК-02 был подвергнут учебным воздушным боям с Hawker Fury, который по сравнению с самолетом Икаруса потерпел поражение во всех аспектах, тот был быстрее, маневреннее, лучше набирал высоту. Результаты этих испытаний не убеждали Леонида Байдак в качествах самолета ИК-02, и когда он однажды громко выразили скептицизм, раздраженный Добникар не удержался и вызвал Байдак на воздушную дуэль. Условиями воздушной дуэли были: взлет и подъём на высоту 4000 м над аэропортом Земун, последующий перелет по маршруту Белград — Нови-Сад — Белград (140 км) и в конце воздушный бой над аэропортом Земун.
Байдак выбрал Hawker Fury, а Добникар вылетел на ИК-02. Взлетели соперники вместе и ИК-02 победил уже в первом туре, набрав первым высоту 4000 м, а затем направился в Нови-Сад, откуда первым же и вернулся с приличной форой. Финальным раундом был захватывающий воздушный бой над аэропортом «Земун», где два опытных пилота всеми способами пытались сесть на хвост друг другу. Несмотря на свой опыт, Байдаку просто не удалось на его Hawker Fury, зайти в хвост ИК-02, в то время как Добникар на ИК-02, сразу же зашел в хвост Fury. Неохотно, Байдаку пришлось прекратить воздушный бой и признать своё поражение, как собственно и поддерживаемую им концепцию.
Судьба ИК-02, позже получившего обозначение № 1, к сожалению полностью повторила судьбу своего предшественника. Самолет был потерян в июне 1940 года. Капитан Милан Бјелановић в полете на данном самолете наткнулся на грозовые облака, молния подожгла самолет и парашют и Беланович спасся на парашюте, в то время как ИК-02 сгорел.

## Производство
Испытания ещё раз подтвердили заявленные расчетом характеристики и 20 ноября 1937 году ВВС заказали партию из 12 самолетов, названных ИК-2. Первые шесть самолетов были поставлены в декабре 1938 года, а остальные — в феврале 1939 года. К середине 1939 года самолетами был оснащен 6-й истребительный авиационный полк в Белграде (Земун). Уже в октябре того же года, самолеты передали в Загреб в 107-ю эскадрилью 34-й группы 4-го истребительного авиационного полка, на аэродроме Боронгай. С угрозой начала войны, 13 марта 1941 года, 4-й истребительный авиационный полк был переведен на боснийский военный аэродром Александровац вблизи от Баня-Лука.

## Модификации
Икарус ИК-Л1первый прототип. Разбит при испытаниях в апреле 1935 года.
Икарус ИК-02второй прототип, позже — No1, серийный номер 2101, разбит в июне 1940 года
Икарус ИК-2серийные экземпляры. построено 12 штук. Серийные номера 2102—2113
Также на основе ИК-2 фирма Ikarus разработала двухместный разведчик моноплан ИК-4. Однако Югославские ВВС предпочли Henschel Hs 126 и ИК-4 так и не был построен.

## Боевое применение
Мирное время для граждан Королевства Югославии было нарушено 6 апреля 1941 года, атакой немецко-итальянских сил на протяжении всей границы. В то время, только восемь самолетов ИК-2 были боеспособны (самолеты: 2103, 2104, 2111 и 2113 находились на ремонте в Земуне и Загребе).
В первый день войны, 107-я эскадрилья истребителей, имевшая на вооружении ИК-2, выполняла боевые вылеты над Боснией, прикрывая 8-й бомбардировочный полк и аэродром Нова Топола вблизи Баня-Лука. За второй день войны, также не было никаких боевых столкновений, но на третий день, 8 апреля, часть провела свой первый бой с немецким самолетом-разведчиком, окончившийся без особого успеха. Один ИК-2 совершил вынужденную посадку возле Боснийского Александровца, оставив в 107-й эскадрильи только семь боеспособных ИК-2.
Туманный день 9 апреля не обещал никаких активных действий, но патруль ИК-2 над Нова Топола, в районе 14 часов дня заметил группу примерно из 27 немецких Bf.109E. Пара ИК-2 в то время заходила на посадку, один из истребителей приземлился на заправку, а другой развернулся и вступил в бой. Одинокий пилот на ИК-2 был окружен не менее чем девятью Мессершмиттами. Сержант Бранко Йованович (Бранко Јовановић), используя все своё мастерство и маневренность своего самолета, выдержал все атаки и сумел благополучно приземлиться на аэродроме. Остальные самолеты 4-го полка: 8 Харрикейнов Мк. II и 5 ИК-2 были подняты в небо и вступили в бой. Небо над Нова Топола заполнилось самолетами югославской и немецкой авиации ведшими между собой ожесточенный воздушный бой. Через десять минут, немецкие истребители отступили в направлении Австрии, оставив на поле боя сбитыми 2 Мессершмитта, ещё несколько были сильно повреждены. С югославской стороны, были сбиты 1 ИК-2 сержанта (наредника) Стикућа и два Харрикейна. К концу этого дня было только 6 боеспособных ИК-2, но уже на следующий день ещё один истребитель Икаруса совершил вынужденную посадку из-за отказа двигателя.
Оставшиеся 5 самолетов, располагавшиеся на нескольких аэродромах в районе Баня-Луки, попали в руки захватчиков. Вместе с 4 ИК-2, захваченных в мастерских аэродромов Земун и Borongaj (2103, 2104, 2111, 2113), они довели общее количество самолетов, переживших апрельскую войну до девяти. Из этого числа не менее четырёх самолетов были переданы Хорватским ВВС и в течение некоторого времени, использовали серийные номера 2901, 2902, 2903 и 2904 во 2-м аэропорту Rajlovac вблизи Сараево. Они состояли в 6 группе 17 кластера (полка) Хорватских ВВС. Самолеты использовались очень мало, поскольку пилоты отказались летать на них из-за плохой видимости из кабины, изношенности и отсутствия запасных частей. Последние два самолета летали в 1944 году, но после этого они не числятся в списках самолетов Хорватских ВВС.

## Описание конструкции

### Фюзеляж
Структура фюзеляжа состояла из хром-молибденовых труб, передняя его часть была покрыта дюралюминиевыми листами. Хвостовая часть фюзеляжа и хвостовое оперение, имело тканевое покрытие. Кокпит стеклился плексигласом. Лобовое стекло было фиксированным, боковые убирались в корпус, вниз, как автомобильные окна в двери.

### Крыло
Крыло в конфигурации представляло слегка выраженное крыло Галебова (крыло Пулавского — типа Чайка). Оно было металлической конструкции, с двумя лонжеронами, покрытое листами дюралюминия. У прототипа (ИК-Л1) крыло покрывалось полотном. Крыло поддерживалось стойками, которые составляли часть силового набора и шасси. Элероны изготавливались из металла, покрывались тканью, крепились на втором лонжероне и частично были оснащены закрылками, облегчающими взлет и посадку с максимальным углом отклонения в 15 градусов.

### Хвостовое оперение
Металлическое с полотняным покрытием.

### Силовая установка
Один двигатель Hispano Suiza HS 12 YCrs мощность 860 л. с. (на 3100 м), с водяным охлаждением 12-цилиндровый V-образный, с турбонаддувом, настроенным на высоту 3100 м. Винт Ratier, металлический, трёхлопастной, переменного шага с передачей от двигателя через редуктор. Радиатор фирмы Chausson располагался в воздухозаборнике под фюзеляжем. Топливный и масляный баки располагались в фюзеляже перед кабиной. Оба прототипа оснащались оригинальными французским двигателями Hispano Suiza HS 12 YCrs, серийные машины — такими же лицензионными AVIA HS 12 YCrs чехословацкого производства.

### Вооружение
ИК-Л1 погиб до установки вооружения. ИК-02 был вооружен 20-мм пушкой Oerlikon FF в развале блоков цилиндров и двумя 7,7-мм пулеметами DARNE M.30 в фюзеляже. Серийные ИК-2 оснащались двумя 7,7 мм пулеметами DARNE M.30 в фюзеляже с 250 патронами на ствол и 20-мм пушкой HS 9 с 60 снарядами. В 1940-х годах в порядке эксперимента некоторые из ИК-2 были перевооружены 7,92-мм пулеметом FN, установленном на месте пушки HS 9, но к февралю 1941 года, почти все самолеты вернулись к стандартной конфигурации. На ИК-2 устанавливался стандартный для Югославских Королевских ВВС прицел типа Kretien или самый простой, который состояли из круглой сетки и мушки.

## Тактико-технические характеристики

### Технические характеристики
- Экипаж: 1 пилот
- Длина: 7,88 м
- Размах крыла: 11,40 м
- Высота: 3,84 м
- Площадь крыла: 18,00 м²
- Масса пустого: 1 502 кг
- Масса снаряжённого: 1 857 кг
- Двигатель: 1 × V-образный 12-цилиндровый «Испано-Сюиза» 12Yrs
- Мощность: 860 л. с.

### Лётные характеристики
- Максимальная скорость: 435 км/ч
- Крейсерская скорость: 250 км/ч
- Практическая дальность: 700 км
- Практический потолок: 12 000 м
- Скороподъёмность: 3,82 м/с
- Время набора высоты: 5 000 м за 5мин. 25 с.

### Вооружение
- 1 × 20-мм «Испано-Сюиза» в оси винта
- 2 × 7,92-мм Дарн над двигателем